# Lijst van Eerste Kamerleden voor de LPF
Een overzicht van alle Eerste Kamerleden voor de Lijst Pim Fortuyn (LPF).
| Eerste Kamerlid | Begindatum   | Einddatum    |
| --------------- | ------------ | ------------ |
| Rob Hessing     | 10 juni 2003 | 11 juni 2007 |